# Kick-Ass 2
Kick-Ass 2 ist eine britisch-US-amerikanische Comicverfilmung aus dem Jahr 2013 von Jeff Wadlow, die auf Mark Millars Kick-Ass- und Hit-Girl-Miniserie basiert. Kick-Ass 2 ist die Fortsetzung des Filmes Kick-Ass aus dem Jahr 2010.

## Handlung
Zwei Jahre nachdem er sich als Kick-Ass zur Ruhe gesetzt hat, ist Dave Lizewski mit seinem Alltagsleben unzufrieden und versucht, wieder an sein altes Superheldendasein Anschluss zu fassen. Er überredet seine Freundin „Hit-Girl“, Mindy Macready, ihn zu trainieren, damit sie effektive Partner im Kampf gegen das Verbrechen werden können. Mindys Vormund Marcus, ein enger Freund und Kollege ihres verstorbenen Vaters, möchte Mindy jedoch ein normales Leben ermöglichen und verbietet ihr jedwede Aktivität als Hit-Girl. Als er sie nach einer weiteren Trainingsrunde mit Dave schließlich im Kostüm erwischt, muss Mindy ihm versprechen, endgültig mit ihrer Superidentität Schluss zu machen. Daves Freundin glaubt, er habe ein Verhältnis mit Mindy, und trennt sich von ihm. Doch auch Mindy hat es nicht leicht, ein „normales“ Mädchen zu werden: Sie findet zwar schnell Anschluss, doch aufgrund einer Intrige der Schuldiva Brooke zerschlägt sich schließlich jede Hoffnung auf Akzeptanz und ein normales Leben.
Indessen schwelt jedoch in Chris D’Amico der Hass auf Kick-Ass, den er für den Tod seines Vaters verantwortlich macht. Nachdem er versehentlich seine eigene Mutter tötet, als er in ihrer Sonnenbank einen Kurzschluss auslöst, erbt er das Familienvermögen und arbeitet sogleich einen massiven Rachefeldzug aus. Mit seinem Geld etabliert er eine Superschurkenidentität namens „The Motherfucker“ und beginnt eine eigene „Superschurken“-Truppe zusammenzustellen, bestehend aus „Black Death“ (einem afro-amerikanischen Boxer), „Dschingis Khan“ (einem arbeitslosen Triadenschläger; englischer Originalname „Genghis Carnage“), „Tumor“ (einem kurzgewachsenen Mordlustigen) und „Mother Russia“ (einer ehemaligen KGB-Agentin), welche zu Chris’ persönlicher Chefkillerin wird.
Inzwischen findet Kick-Ass auf der Suche nach einem neuen Partner Anschluss an einen anderen Superhelden, „Doctor Gravity“, der ihn daraufhin einer örtlichen Superheldengruppe namens „Justice Forever“ vorstellt: „Colonel Stars and Stripes“, ein geläuterter Mafia-Handlanger und wiedergeborener Christ; „Remembering Tommy“, ein Elternpaar, welches nach der unaufgeklärten Entführung ihres Sohnes zur Superheldenaktivität gegriffen hat, um anderen Leuten zu helfen; „Night Bitch“, ein Mädchen der Straße, deren Schwester ermordet wurde; „Insect Man“, ein bekennender und für Diskriminierte engagierter Homosexueller, und „Battle-Guy“, in dem Dave seinen Schulfreund Marty Eisenberg wiedererkennt.
Zusammen beginnt Justice Forever, gemeinnützige Arbeit zu verrichten und sprengt auch einen asiatischen Verbrecherring, der jugendliche Zwangsprostituierte ausbeutet, doch dabei erregt Kick-Ass’ Mitgliedschaft in dieser Gruppe Chris’ Aufmerksamkeit. Dave und Marty beginnen sich von ihrem Freund Todd Haynes zu entfremden, und selbst als er zu Justice Forever eingeladen wird, trennt er sich verbittert von seinen Freunden, nachdem Dave und Marty dessen Wahl für seinen Superheldennamen („Ass Kicker“) kritisiert haben. Daves Vater entdeckt schließlich dessen Kostüm und versucht vergeblich, seinen Sohn zu überreden, mit der Sache aufzuhören.
Chris beginnt derweil seinen Rachefeldzug gegen Kick-Ass, indem er mit seiner Gang das Hauptquartier von Justice Forever stürmt und Colonel Stars and Stripes von Mother Russia ermorden lässt. Anschließend begeben sie sich zu Night Bitch, deren Namen und Adresse vom Colonel im Hauptquartier archiviert wurden, misshandeln sie schwer und töten nebenbei zehn anrückende Polizisten, nachdem Chris vergeblich versucht hat, Night Bitch zu vergewaltigen. Daraufhin beschließt der Chief des New York Police Departments, gegen alle Kostümierten, egal ob Helden oder Schurken, hart durchzugreifen. Im Zuge dieser Aktion lässt sich Daves Vater an dessen Stelle von der Polizei verhaften. Chris D’Amico erfährt schließlich durch Todd, der naiverweise in dessen Gruppe neuen Anschluss sucht, dass Mr. Lizewski Kick-Ass’ Vater ist, und lässt ihn in seiner Arrestzelle ermorden.
Auf dem anschließenden Begräbnis greifen Chris’ Männer die Beerdigungsgesellschaft an und entführen Dave, um eine Exekution durchzuführen, doch Mindy, die dem Begräbnis ebenfalls beigewohnt hat, schafft es, Dave zu retten. Bei diesem Kampf tötet sie sechs von Chris’ Leuten, darunter auch Dschingis Khan. Von Tumor, der als einziger des Entführungskommandos überlebt hat, erfahren Mindy und Dave, wo sich Chris versteckt, und nehmen für eine letzte Konfrontation mit Chris ihre Superheldenidentitäten wieder an. Dave erweitert sein Kostüm, indem er zusätzlich eine schusssichere Weste trägt.
Inzwischen will Chris mit seinen Superschurken eine Reihe von Bombenanschlägen in New York verüben, aber weniger aus terroristischen Gründen als vielmehr, um Chaos und Zerstörung zu stiften. Die entsprechenden Bomben wurden auch schon gebaut. Zusammen mit den Überlebenden von Justice Forever und einer ganzen Armee von freiwilligen Superhelden dringen Kick-Ass und Hit-Girl in Chris’ Superschurkenclub ein und verwickeln dessen angeheuerte Armee in eine Massenschlägerei.
Inmitten des Getümmels findet Todd wieder auf die Seite seiner Freunde; Mother Russia wird von Hit-Girl nach einem harten Kampf getötet und Black Death schwer verletzt; und Chris, der nach wie vor weder Kick-Ass vergeben noch Vernunft annehmen will, lässt sich schließlich durch das Oberlicht seines Clubhauses in ein darunterliegendes Haifischbecken fallen, wo er von seinem eigenen Schoßtier angefallen wird, nachdem Dave versucht hat, ihn vor seinem Sturz in den Tod zu retten. Die Superschurken werden von den Superhelden schließlich besiegt, und die Überlebenden werden gefesselt, damit die Polizei sie abholen und verhaften kann. Nach Abschluss der Aktion salutiert Justice Forever zusammen mit Hit-Girl und Ass Kicker ein letztes Mal dem verstorbenen Colonel und ihrem Sieg, doch muss Mindy, die fürchtet, dass die Polizei nun hinter ihr her sein wird, die Stadt verlassen, um ihren Pflegevater zu schützen. Sie verabschiedet sich von Dave und teilt ihren ersten Kuss mit ihm, bevor sie aufbricht. Während Justice Forever und alle anderen Superhelden sich nun als normale Alltagshelden in der Gesellschaft nützlich machen, trainiert Dave hart für den Tag, an dem Superhelden vielleicht doch noch wieder gebraucht werden.
In einer Post-Credit-Szene wird gezeigt, dass Chris seinen Fall ins Haifischbecken überlebt hat. Er liegt mit blutig bandagierten Hand- und Armstümpfen im Krankenbett, wobei er fluchend versucht, mit dem Mund einen Trinkbecher zu erreichen.

## Hintergrund
Im Mai 2012 wurde bekannt, dass Matthew Vaughn sich mit Universal Studios in Gesprächen um eine Fortsetzung zu Kick-Ass befindet. Vaughn, der aus Zeitmangel nur die Produktion des Filmes übernahm, wählte Jeff Wadlow als Regisseur und Drehbuchautor. Einen Monat später unterschrieben Aaron Taylor-Johnson und Chloë Moretz für ihre Rollen als Kick-Ass und Hit-Girl. Im Juli 2012 gab Christopher Mintz-Plasse bekannt, dass er als Chris D’Amico unter dessen neuen Alter Ego The Mother Fucker wiederkehren würde. Außerdem wurde bekannt, dass John Leguizamo Javier, einen der Bodyguards von The Mother Fucker, spielen würde. Im September 2012 wurde Jim Carrey für die Rolle des Colonel Stars and Stripes, des Gründers der Superheldengruppe Justice Forever, engagiert. Ebenfalls bestätigt wurde, dass Bodybuilderin Olga Kurkulina die Schurkin Mother Russia spielen sollte.
Die Dreharbeiten zu Kick-Ass 2 begannen am 7. September 2012 in Mississauga, Kanada. Die Dreharbeiten wurden später in London fortgeführt und am 23. November 2012 beendet. Der Film wurde am 15. August 2013 in den deutschen Kinos uraufgeführt.
Der Film basiert auf der zweiten Comic-Miniserie von Kick-Ass sowie der Hit-Girl-Comic-Miniserie, die chronologisch zwischen dem ersten und dem zweiten Kick-Ass-Comic-Miniserie spielt.
Chloë Moretz sagte in mehreren Interviews, dass ihre Darstellung des Hit-Girls von ihrer Rolle als Carrie im gleichnamigen Film beeinflusst wurde. Tatsächlich hatte sie die Dreharbeiten zu Carrie, die sie als bisher emotionalste Rolle ihrer Karriere bezeichnet, erst am 7. September 2012 beendet und begann nur drei Tage später mit den Dreharbeiten zu Kick-Ass 2. „Ich denke, dass ich Hit Girl so emotionaler und dynamischer gemacht habe“, so Moretz.
Am 24. Juni 2013 zog Jim Carrey seine Unterstützung für den Film zurück. Carrey, der bekennender Unterstützer einer Schusswaffenregulierung ist, schrieb auf Twitter: „Ich habe Kick-Ass einen Monat vor dem Amoklauf an der Sandy Hook Elementary School gedreht und kann diesen Grad an Gewalt nun nach bestem Wissen und Gewissen nicht mehr unterstützen. Entschuldigung an alle, die mit dem Film zu tun haben. Ich schäme mich nicht dafür, aber aktuelle Ereignisse haben einen Sinneswandel bewirkt.“ Mark Millar reagierte darauf mit dem Hinweis, dass der Film sich nicht auf die darin vorkommende Gewalt konzentriere, sondern auf die Auswirkungen dieser. Er verglich ihn mit Arbeiten von Quentin Tarantino, Sam Peckinpah, Chan-wook Park und Martin Scorsese. Chloë Moretz kommentierte, dass Gewaltfilme lehren, was man nicht tun solle, und „wenn du denkst, dass du von Filmen beeinflusst wirst, solltest du auch nicht Pocahontas schauen, weil du dann glauben wirst, du wärst eine Disney-Prinzessin“.

## Soundtrack
| Nr. | Titel                          | Interpret                                      |
| --- | ------------------------------ | ---------------------------------------------- |
| 1.  | Yeah Yeah                      | James Flannigan                                |
| 2.  | Nobody Move                    | Hanni El Khatib                                |
| 3.  | Carry You                      | Union J                                        |
| 4.  | No Strings                     | Chlöe Howl                                     |
| 5.  | Pussy Drop                     | Lemon                                          |
| 6.  | Dance                          | Danko Jones                                    |
| 7.  | A Minha Menina                 | The Bees                                       |
| 8.  | Bust Out Brigade               | The Go! Team                                   |
| 9.  | When the Saints Go Marching In | St. Snot                                       |
| 10. | Euphoria, Take My Hand         | Glasvegas                                      |
| 11. | Korobeiniki                    | Ozma                                           |
| 12. | Danger                         | Marco Polo & Torae                             |
| 13. | Motherquake                    | Dj Fresh Vs Diplo Feat. Dominique Young Unique |
| 14. | Hero                           | Jessie J                                       |

## Kritiken
Der Film stieß auf eine überwiegend negative Resonanz. Auf Rotten Tomatoes wurde der Film aufgrund von 153 ausgewerteten Kritiken mit nur 29 von 100 Punkten bewertet. Zusammenfassend heißt es dort: „Kick-Ass 2 scheitert am Versuch, die originelle Mischung aus Ultra-Gewalt und ironischem Humor des ersten Teils nachzuahmen.“

„Das Sequel schafft es nicht, die Figuren interessant weiterzuentwickeln, sodass aus dem Mix aus Superhelden- und High-School-Film ein halbwegs stimmiger Plot entstünde.“

„Die Satire kippt immer schnell ins ungut Derbe. Witz und Raffinesse liegen allenfalls im Detail […] Schlussendlich überwiegt leider der Eindruck, dass man bei diesem Film – diesmal geschrieben und inszeniert von Jeff Wadlow – einfach nicht so genau wusste, was man mit diesen Helden eigentlich tun soll.“

„Neben überzeichneter Comicgewalt, reichlich Action, flotten Onelinern und pechschwarzem Humor gefiel mir an an dem Film ganz besonders, dass er seiner Devise treu geblieben ist: Jede Handlung zieht Konsequenzen nach sich – tödliche Konsequenzen, die das heitere Weltbild von Kick-Ass wieder ein wenig gerade rücken. Am Ende bleibt Kick-Ass 2 jedoch hauchdünn hinter Matthew Vaughns Vorgänger zurück, weil Titelheld Kick-Ass von Hit-Girl, die von Chloë Grace Moretz bravourös gespielt wird, ganz klar abgehängt wird und inzwischen als durchtrainierter Weiberheld auf der Sympathieskala etwas abgerutscht ist.“

„Das Sequel ist die logische und konsequente Fortführung von KICK-ASS, die, obwohl mehr auf die Geschichte der Figuren fokussiert, in den Actionszenen und humoristisch glänzen kann. Das Tempo und die Frische seines Vorgängers erreicht KICK-ASS 2 zwar nicht, dennoch gibt es mehr als 100 Minuten Unterhaltung, die der Comicvorlage letztlich doch noch treuer sind als so manch anderer Vertreter. Und in manchen Szenen sogar überlegen.“

„Kick-Ass 2 bleibt im Fahrwasser des ersten Films und legt gelegentlich sogar noch eins drauf. Damit sind einige unterhaltsame Momente garantiert. Zum Beispiel darf man Jim Carrey in einer ungewohnt ruppigen Rolle als Colonel Stars and Stripes erleben, wie sie eher für Woody Harrelson typisch wäre. […] Doch an den Reiz des ersten Films unter der Regie von Matthew Vaughn kann Jeff Wadlows Fortsetzung nicht anschließen. Speziell das Bruchhafte, das Vaughn so gut zu nutzen wußte, bereitet Kick-Ass 2 Schwierigkeiten, und der Film macht teilweise einen unentschlossenen Eindruck.“

## Synchronisation
Die deutsche Synchronisation wurde im Jahr 2013 von der Synchronfirma RC Production erstellt. Das Dialogbuch schrieb Kim Hasper, der auch zusammen mit Hannes Maurer die Dialogregie führte.
| Rolle                           | Darsteller               | Synchronsprecher    |
| ------------------------------- | ------------------------ | ------------------- |
| Kick-Ass/Dave Lizewski          | Aaron Taylor-Johnson     | Ricardo Richter     |
| Chris D’Amico/The Mother Fucker | Christopher Mintz-Plasse | Hannes Maurer       |
| Hit-Girl/Mindy Macready         | Chloë Moretz             | Luisa Wietzorek     |
| Colonel Stars and Stripes       | Jim Carrey               | Stefan Fredrich     |
| Detective Marcus Williams       | Morris Chestnut          | Tobias Kluckert     |
| Marty Eisenberg/Battle Guy      | Clark Duke               | Patrick Baehr       |
| Todd Haynes/Ass Kicker          | Augustus Prew            | Konrad Bösherz      |
| Katie Deauxma                   | Lyndsy Fonseca           | Julia Meynen        |
| Dr. Gravity                     | Donald Faison            | Sebastian Schulz    |
| Mr. Lizewski                    | Garrett M. Brown         | Helmut Gauß         |
| Javier                          | John Leguizamo           | Florian Halm        |
| Night Bitch/Miranda Swedlow     | Lindy Booth              | Kaya Marie Möller   |
| Katryna Dubrovsky/Mother Russia | Olga Kurkulina           | Arianne Borbach     |
| Brooke                          | Claudia Lee              | Victoria Frenz      |
| Harlow                          | Tanya Fear               | Esra Vural          |
| Dolce                           | Ella Purnell             | Friedel Morgenstern |
| Angie D’Amico                   | Yancy Butler             | Anke Reitzenstein   |
| Ralph D’Amico                   | Iain Glen                | Thomas Nero Wolff   |
| Black Death                     | Daniel Kaluuya           | Marcel Collé        |

## Fortsetzung
Im April 2012, als sich Kick-Ass 2 noch in der Vorproduktion befand, gab Mark Millar an, dass auch ein dritter Film geplant sei. Im darauffolgenden Jahr erklärte er, dass es sich um den letzten Teil handeln sollte, und Chloë Grace Moretz bekundete ihr Interesse an einer Rückkehr, sofern auch Matthew Vaughn als Regisseur zurückkehren würde.
Im Februar 2015 gab Vaughn seine Absicht bekannt, einen dritten Film zu drehen, in dem Moretz und Aaron Taylor-Johnson ihre Rollen wiederholen würden, und bekundete Interesse an einem Hit-Girl-Prequel neben Kick-Ass 3, und bestätigte im Juni die Entwicklung des Films.
Im Juni 2018 gab Vaughn seine Absicht bekannt, Marv Studios zu gründen, unter deren Banner er neue Kick-Ass-Filme produzieren würde, sobald er die Rechte zurückerhalten würde. Im Januar 2019 bekundete Kevin Smith Interesse daran, dass seine limitierte Serie Hit-Girl in Hollywood als Grundlage für einen dieser Filme dienen könnte.
Im Dezember 2021 gab Vaughn bekannt, dass die Kick-Ass-Rechte innerhalb von zwei Jahren an ihn zurückfallen würden, und bis Oktober 2023 bestätigte der Filmemacher die Entwicklung eines neuen Films, der sich auf neue Charaktere konzentrieren und die Rückkehr von Moretz und Taylor-Johnson in Fortsetzungen zeigen würde.
Im Januar 2024 gab Matthew Vaughn bekannt, dass der dritte Kick-Ass-Film mit dem Titel School Fight unter der Regie von Damien Walters insgeheim besetzt und gedreht wurde. Zwei weitere Filme mit den Titeln The Stuntman und Kick-Ass sollen folgen. Vaughn hat erklärt, dass die Trilogie zwar neue Charaktere enthalten würde, er aber auch die Stars der ersten beiden Filme in die neue Trilogie aufnehmen möchte.